# Megachile biexcisa
Megachile biexcisa är en biart som först beskrevs av Pasteels 1970.  Megachile biexcisa ingår i släktet tapetserarbin, och familjen buksamlarbin. Inga underarter finns listade i Catalogue of Life.